# Orthizema mandibulare
Orthizema mandibulare är en stekelart som beskrevs av Horstmann 1993. Orthizema mandibulare ingår i släktet Orthizema och familjen brokparasitsteklar. Inga underarter finns listade i Catalogue of Life.